# هضبة بوتورانا
هضبة بُوتورانة (بالروسية: плато Путорана)‏ أو جبال بتروانا هي هضبة بازلت تتألف من أراضي مرتفعة منبسطة تقع شمال غرب حافة هضبة سيبيريا الوسطىإلى الجنوب من شبه جزيرة تايميار.أعلى نقطة في هضبة بُوتورانة هي جبل كامين بارتفاع 1770م فوق مستوى سطح البحر.
تضم الهضبة مناطق حجارة بركانية تسمى منطقة الفخاخ السيبرية كما تضم بحيرة فيفي وتحتوي الهضبة على شلال تالينكوفي وهو أعلى شلال في قارة آسيا وأقرب مدينة كبيرة للهضبة هي مدينة نوريلسك.وتملك المنطقة أكبر احتياطي من النيكل في العالم .
كلمة بُوتورانة معناها بلغة شعب أيفنكس "بلد البحيرات ذات الضفاف المنحدرة"وسبب التسمية يعود إلى كثرة البحيرات على الهضبة حيث يبلغ عددها 25,000 بحيرة يتراوح عمقها مابين 180-420م,ومنها بحيرة دايبكين التي تمتد على مساحة عشرات الكيلومترات . وتألف مجموعة البحيرات على سطح الهضبة ثاني أكبر مخزون للمياه العذبة في روسيا بعد بحيرة بايكال.
أنشئت محمية بُوتورانة الطبيعية باللغة الروسية (Путоранский государственный природный заповедник) عام 1988 لحماية قطعان الرنة و غنم الثلوج وتدار المحمية من مدينة نوريلسك.
أدرجت هضبة بُوتورانة على لائحة التراث العالمي عام 2010 وقد وصفتها اليونسكو : إن هذا الموقع، الكائن في الذُخْر الطبيعي في ولاية بُوتورانة، يوجد في الجزء الشمالي من سيبيريا الوسطى، على بُعد نحو مائة كيلومتراً شمال الدائرة القطبية. ويضم الموقع مجموعة كاملة من النظم الإيكولوجية القطبية وشبه القطبية في سلسلة من الجبال المعزولة، مثل: نُظُم التايغا والتُندرا والصحراء، إضافة إلى النُظُم البحيرية والنهرية السليمة ذات المياه الباردة. ويمثل الموقع ملجأً لهجرة الرنّة البرية، وهو ما يُعتبر ظاهرة طبيعية استثنائية ضخمة تتزايد ندرتها.

## معرض الصور
- موقع هضبة بوتورانا على هضبة سيبيريا
- منظر للهضبة
- بوتورانا أكثر المناطق عزلة في روسيا وأقلها تعرضاً للتأثيرات البشرية